# Джон Ейзенхауер
Джон Шелдон Доуд Ейзенхауер (англ. John Sheldon Doud Eisenhower, 3 серпня 1922 — 21 грудня 2013) — американський офіцер, посол і військовий історик, син президента США Дуайта Ейзенхауера.
Служив в Армії США, брав участь у Другій Світовій війні і війні в Кореї. Дослужився до звання бригадного генерала. Його кар'єрі сильно заважала та обставина, що одночасно з участю Джона в першій війні його батько командував усіма силами Союзників, а в другій — був уже президентом США. В результаті різні чини сильно пеклися про безпеку Джона і в підсумку переводили його з поля бою в штаб дивізії або інше подібне місце. Цей досвід він описав у своїй статті «Presidential Children Do not Belong in Battle» (Битви не для президентських нащадків) для New York Times.
У 1969—1971 роках був послом США в Бельгії. Після Бельгії кілька років обіймав посади в різних комісіях, наприклад, консультував офіс президента Форда з питань біженців. До 1975 року числився в армійському резерві. Потім повністю присвятив себе військовій історії та публікації своїх праць.
Джон був одружений з Барбарою Джин Томпсон з 1947 року, але розлучився зі своєю дружиною. Мав чотирьох дітей. Все життя був республіканцем, але в 2004 році голосував на виборах за демократа Керрі. Був нагороджений Медаллю Ініціативи Едвіна Хаббла.